# 邁克·博茨維克
邁克·博茨維克（英語：Michael Bostwick；1988年5月17日—）是一位英格蘭足球運動員。在場上的位置是中場。他現在效力於英格蘭足球甲級聯賽球隊彼得伯勒聯足球俱樂部。

## 外部連結
- 足球数据库：邁克·博茨維克的球员统计数据